# タンフオック県

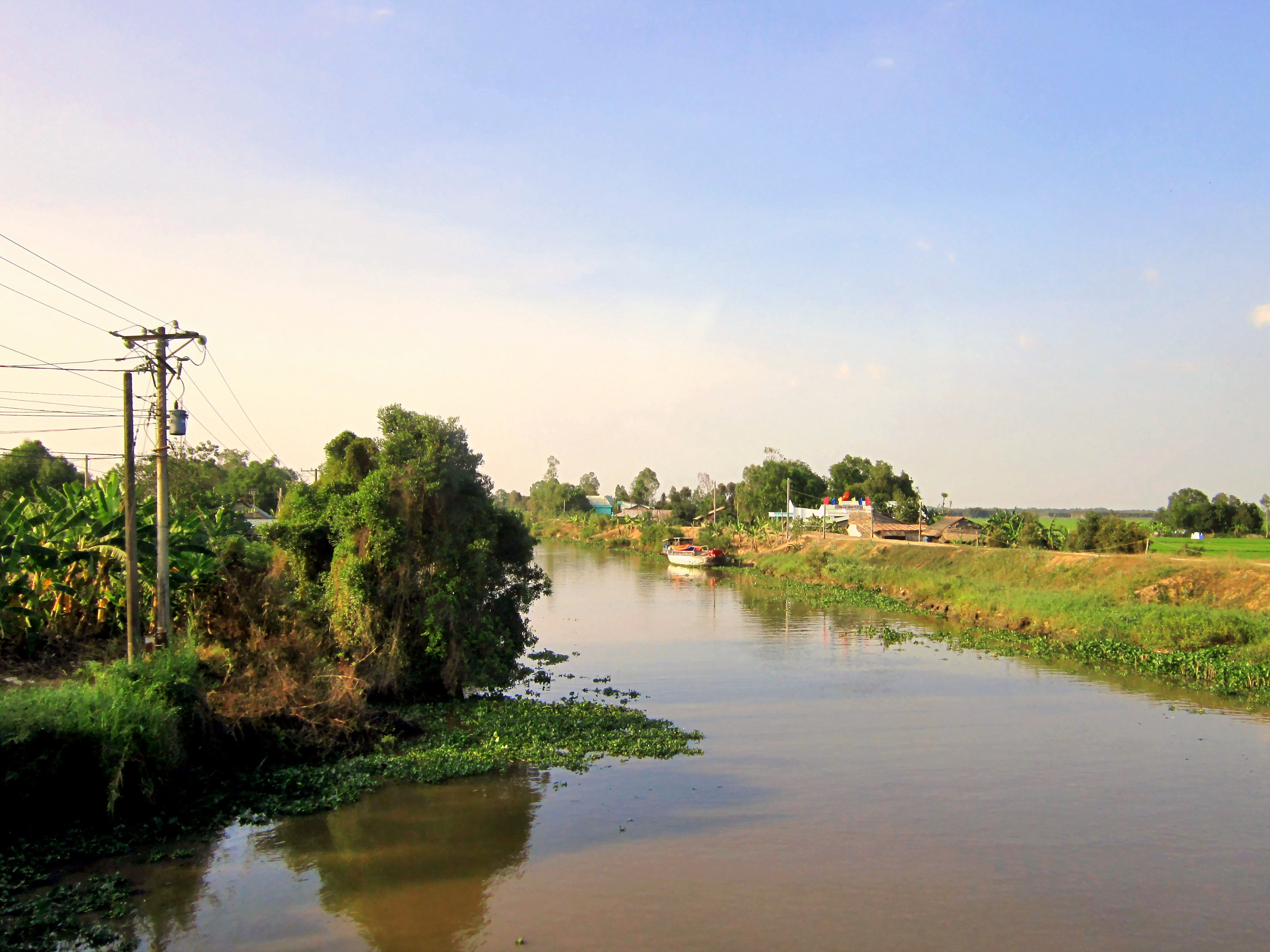

タンフオック県（タンフオックけん、ベトナム語：Huyện Tân Phước / 縣新福?）は、ベトナム社会主義共和国ティエンザン省の県。面積は333.21km²、人口は63,032人（2018年）である。

## 行政区画
1市鎮12社から構成される。